# ديمون باول
ديمون باول (24 سبتمبر 1990 بأوكلاند في الولايات المتحدة - ) (بالإنجليزية: Damon Powell)‏ هو لاعب كرة سلة أمريكي في مركز هجوم صغير الجسم. لعب مع East Bay Pit Bulls ‏.

## وصلات خارجية
- ديمون باول على موقع ريلجم (الإنجليزية)
- ديمون باول على موقع بروبوليرز (الإنجليزية)